# たつみ都志
たつみ 都志（たつみ とし、女性、1950年3月16日 - ）は、日本近代文学の研究者・小説家。武庫川女子大学名誉教授。本姓は辰巳。旧姓は冨山。父親は関西大学商学部名誉教授の冨山忠三。大阪府豊中市出身。
谷崎潤一郎の研究が中心で、ほかに川端康成、また近年は古典芸能に関する論考もある。谷崎の岡本の旧邸が阪神・淡路大震災で倒壊したあと、谷崎の短篇「鶴唳」にちなんでこれを「鎖瀾閣」と名づけ（以前からそう呼ばれていたわけではない）、建て直しのための義捐金を募る活動の中心人物となった。1994年小説「イノセント・イモラル・マミー」で神戸市文学賞佳作。佐々木湘の筆名で続編を『神戸っ子』に連載、96年に『ママにはkissがよく似合う』として上梓した。2019年（令和元年）兵庫県文化功労賞受賞。2020年には、YouTubeチャンネル「たつみ都志の文学講座」を開設し、近代文学の普及向上に努める。2021年には、VR空間での鎖瀾閣構築をスタートし、そのための募金活動をスタートする。2025年、VR空間による鎖瀾閣の復元が完成。阪神・淡路大震災30年目となる2025年1月17日5時46分に公開。紹介ムービー

## 略歴
- 1950年誕生[2]
- 1972年武庫川女子大学文学部卒業[2]
- 1978年関西学院大学大学院文学研究科日本近代文学専攻博士後期課程単位取得満期退学[1]
- 1978年武庫川女子大学短期大学部国文学科専任助手[2]
- 1980年武庫川女子大学短期大学部国文学科専任講師[2]
- 1983年育児のため一時退職、山梨県内の大学の非常勤講師を掛け持ちする[2]
- 1988年武庫川女子大学国文学科専任講師に再任[2]
- 1990年武庫川女子大学助教授[2]
- 1998年武庫川女子大学教授
- 2016年定年のため武庫川女子大学教授を退任、名誉教授[1]。
- 2019年兵庫県功労者表彰文化功労部門受賞[3]
- 2020年YouTubeチャンネル「たつみ都志の文学講座」開設[4]
- 2021年VR鎖瀾閣構築運動をスタートする[5]
- 2022年兵庫県文化賞受賞
- 2025年VRによる鎖瀾閣復元が完成。阪神・淡路大震災30年目となる1月17日5時46分に公開。紹介ムービー。

### 学外における役職
- NPO法人潤Jun理事長　https://npojun.jimdofree.com/[2]
- 芦屋市谷崎潤一郎記念館副館長（2019年3月まで）[6]
- 与謝野晶子倶楽部副会長
- 一般社団法人COCOSTA代表理事

## 谷崎潤一郎旧邸保存・復元・VR構築運動
谷崎潤一郎の家と作品の相関関係を基軸とする研究をする中で、京都の最後の住まい「潺湲亭」、細雪の舞台ともなった「倚松庵」、谷崎自身のデザインになる「鎖瀾閣」の3つの家を重要視。これら3つの家を後世に残すことを課題とし、以下の保存・復元運動の中心人物として活動する。
なお「鎖瀾閣」はたつみの命名であり、それ以前はこの邸宅に名称は存在しなかった。

### 「倚松庵」保存運動
「倚松庵」は、神戸の魚崎にあった谷崎潤一郎の旧邸。『細雪』の舞台ともなった。1985年六甲ライナー開通時に、取り壊しになる予定であったのを、付近の住民と保存運動を行い、90年にもとの位置から150メートル北に移築保存することに成功する。

### 「鎖瀾閣」復元運動・「VR鎖瀾閣」構築運動
「鎖瀾閣」は、神戸の岡本にあった谷崎潤一郎の旧邸。谷崎のデザインになる邸宅であり、谷崎潤一郎の美意識を研究する資料となる建築物であった。
しかし、阪神淡路大震災で倒壊。96年7月30日の谷崎潤一郎の命日に復元運動を開始する。2008年、復元にかかる費用も募金により集めることに成功し、岡本の梅林公園の拡張予定地に復元されるはずであったが、付近の住民の強固な反対により計画は頓挫。2020年現在、未だ復元はなっていない。
建築物としての「鎖瀾閣」復元運動は頓挫した状態にあるものの、2021年3月にVR空間での鎖瀾閣構築運動をスタート。2025年にVRによる鎖瀾閣の復元が完成。阪神・淡路大震災から30年目となる2025年1月17日5時46分に紹介ムービーを公開した。紹介ムービー。

## 著書

### たつみ都志名義の著書・映像記録
- 『ここですやろ谷崎はん 潤一郎・関西の足跡』（広論社、1985）[2]
- 『国立文楽劇場周辺見てある記 近世近代文学マップ』（国立文楽劇場管理課、1986）[2]
- 『もウやみつき : 文学散歩の本「周辺(ぐるり)見てある記」出版てんまつ記』（国立文楽劇場、1987年3月）
- 『あゝ幻の倚松庵　-よみがえれ細雪の家-』(アトリエ104、1988年01月)[2]
- 『谷崎潤一郎IN阪神』（アドプロモーションシステム編、1991年）
- 『谷崎潤一郎「関西」の衝撃』（和泉書院、1992）[2]
- 『かの夢みし鎖瀾閣』(アトリエ104、1995年07月)[2]
- 『ほろ酔い旅』（新風舎、2003）（※『大阪新聞』に平成12年4月~14年3月まで隔週金曜日に掲載。連載時は佐々木湘のペンネーム名義であった）
- 『女ダカラ出来ること女シカ出来ないこと』（（株）LGC 2007）[2]

- 『DVD「大義の引き際」鎖瀾閣復元運動の軌跡』（NPO法人潤、2010年03月）[2]

- 『谷崎潤一郎訳「源氏物語」読み解きの道しるべ』（株式会社LGC、2010年04月）[2]
- 『ほろ酔い文学談義 谷崎潤一郎 ~その棲み家と女~』（幻冬舎ビジネスパブリッシング、2016年）[2]
- 『大きな文字とイラストで読む もう一度読み返したい源氏物語～ときめく光源氏ものがたり～』（リベラル社、2021年12月17日）

### ペンネームで発表された著書

#### 佐々木湘のペンネームで発表された著書
- 『ママにはkissがよく似合う』（新潮社、1996）[2]

#### 柊直里のペンネームで発表された著書
- 『育夫ノススメ―男を育てて女を磨く』（どりむ社、2012）

### 論文
- <たつみ都志